# Association of Austrian Filmproducers
Die Association of Austrian Filmproducers (AAFP), der Verband der österreichischen Filmproduzentinnen und -produzenten, ist der größte österreichische Interessenverband für Filmproduktionsgesellschaften. Sie setzt sich für die Vielfalt des österreichischen Filmschaffens und die unterschiedlichsten Arten von Filmen ein.

## Geschichte
Die Gründung erfolgte am 3. Februar 1971 als Verband Österreichischer Film- und Fernsehfilmproduzenten.
Vorstandsmitglieder: Gabriele Kranzelbinder, Axl Newrkla, Heinrich Ambrosch, Michael Kitzberger, Franz Novotny, Manfred Studnitzka, Antonin Svoboda, John Lüftner, Erich Lackner (kooptiert) und J. Rosenberger (kooptiert).

## Ziele
Ziele und Aufgaben der AAFP laut Eigendefinition:
- Stärkung des Filmstandortes Österreich
- Stärkung der Produktionswirtschaft
- öffentlich: Erhöhung der Fördermittel des Bundes; Förderung der Entwicklung und Etablierung zeitgemäßer Distributionswege, angemessene Fördervolumina der Bundesländer
- privat: Contentabgabe / Medienpauschale auf die Verbreitung audiovisueller Inhalte zur Finanzierung der Contentherstellung, zur Entwicklung neuer Formate, Distributionsformen und technischen Umrüstung
- Stärkung der rechtlichen Position der Produzenten
- Bildung: Professionalisierung der Ausbildung künftiger Mitarbeiter der österreichischen Filmwirtschaft; Verbesserung der Rahmenbedingungen der universitären Ausbildung; Einführung eines Medienunterrichts etc.
- Ausbau der internationalen Koproduktionen
- Stärkung der Marktpräsenz im In- und Ausland
- Ausbau der Finanzierungs- und Verwertungsmöglichkeiten
- Transparente Informationspolitik
- Aktive Kommunikation mit anderen Filmverbänden